# Doce de abóbora

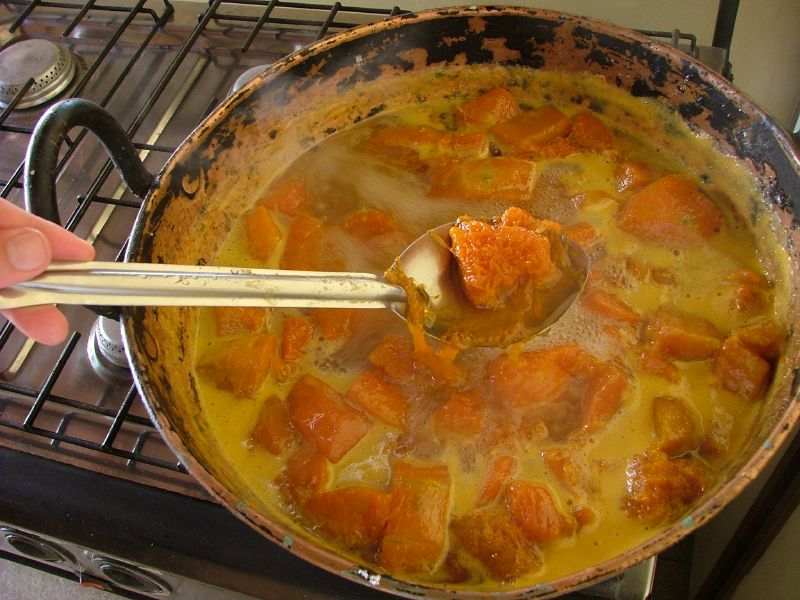
Preparo de doce de abóbora

O doce de abóbora é um doce típico da culinária brasileira. A abóbora é um fruto originário do continente americano, sendo importante na alimentação das civilizações pré-colombianas. A origem do doce é incerta, sendo atribuída a diferentes estados como Rio Grande do Sul, Rio de Janeiro e Minas Gerais.
Além da abóbora, os outros ingredientes utilizados no seu preparo são cal virgem para uso culinário, açúcar, água, cravo-da-índia e canela em pau. Nos Estados Unidos, o doce é bastante comum no Halloween.

## Referencias
1. 1 2  «Do brigadeiro ao quindim: 14 doces tipicamente brasileiros». Viagem e Turismo. Consultado em 22 de junho de 2024
2. ↑  «Doce de Abobora». Brasil Cultura. Consultado em 22 de junho de 2024